# 麥克弗森 (堪薩斯州)
麦克弗森（英語：McPherson）是位于美国堪薩斯州麦克弗森县的县城，位于该州中部地区。根据2020年美國人口普查数据，该城市人口为14,082人。并且以南北战争联邦将军詹姆斯·伯德耶·麦克弗森命名。此外，它还是麦克弗森学院以及堪萨斯中央基督教学院的所在地。

## 历史

### 19世纪

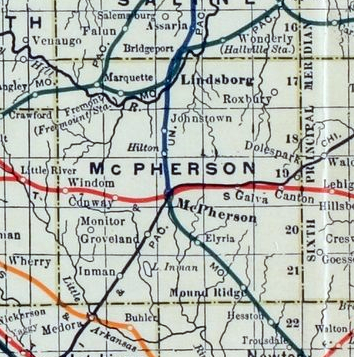
1915年麦克弗森县的铁路地图

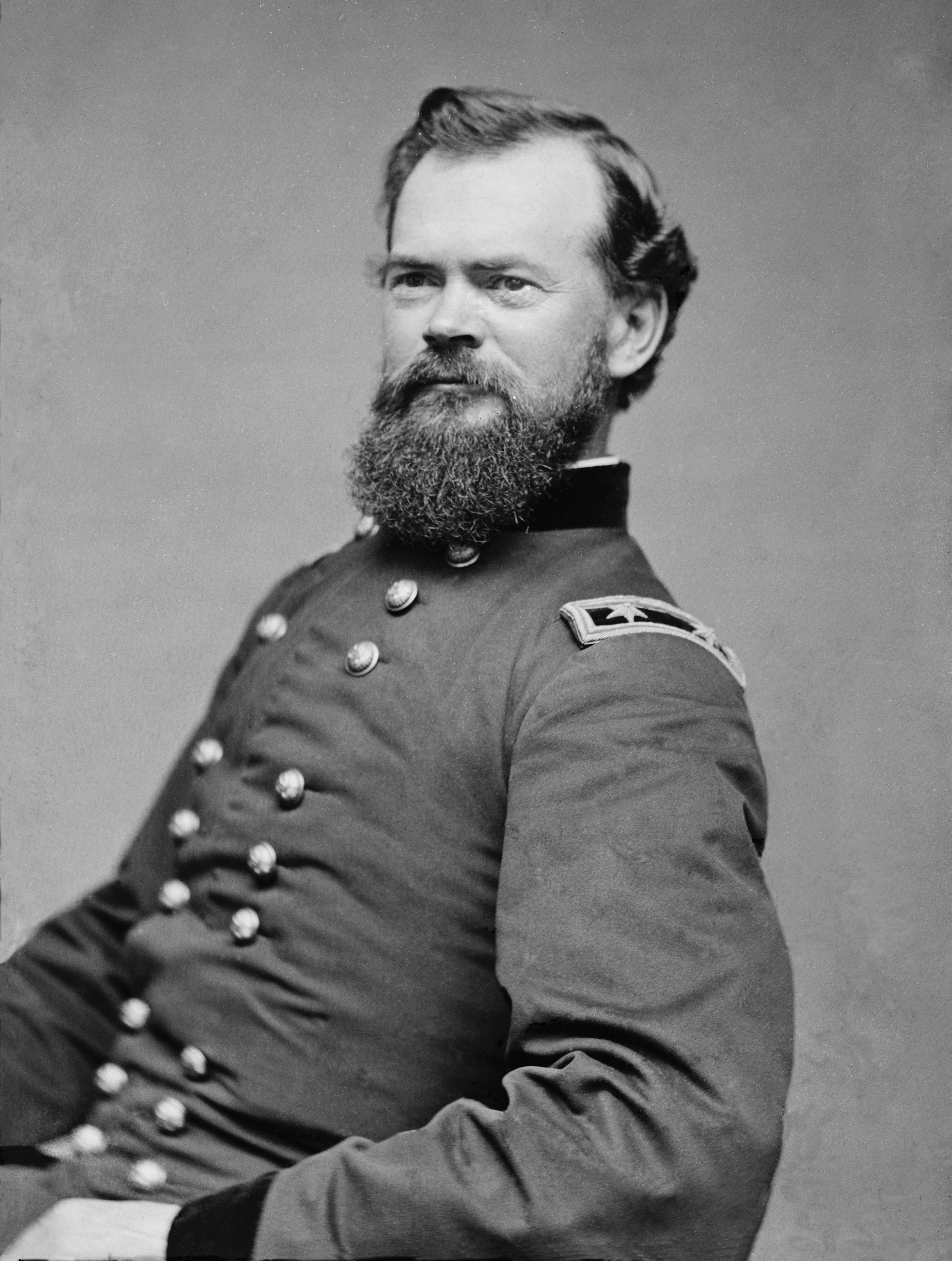
詹姆斯·伯德耶·麦克弗森是美国南北战争时期的联邦将军，麦克弗森因此而得名

几千年以来，如今的堪萨斯州在历史上曾长期由美國原住民居住。在1803年，如今的堪萨斯州作为美国购得的路易斯安那購地的一部分成为了美国领土。1854年，堪薩斯領地建立。随后堪薩斯州于1861年成为了美国第三十四个州。1867年，麦克弗森县成立。
麦克弗森在1872年由麦克弗森镇公司的12名雇员成立。1887年，市政府官员试图将该社区命名为州府，但是最终没有成功。
1873年，麦克弗森县成立了该市第一个邮局。并于1874年组成为一座城市。
早在1875年，马里恩的市领导人召开了一次会议，考虑从弗洛伦斯修建一条铁路。1878年，艾奇遜、托皮卡和聖塔菲鐵路公司以及来自马里昂与麦克弗森县的各方代表共同组建了马里昂和麦克弗森铁路公司。1879年，一条支线从弗洛伦斯修建至麦克弗森，随后于1880年延伸至里昂，1881年又延申至埃林伍德，并由艾奇遜、托皮卡和聖塔菲鐵路运营。1968年，由弗洛伦斯至马里恩之间的铁路结束运营。1992年，从马里恩至麦克弗森之间的铁路被中央堪萨斯铁路公司并购。1993年，在遭遇了一场大洪水之后，马里恩至麦克弗森之间的铁路被遗弃。原来此铁路的支线连接弗洛伦斯、马里恩、加拿大、希尔斯伯勒、利海、坎顿、加尔瓦、麦克弗森、康威、温顿、小河、米切尔、里昂、切斯、埃林伍德。
1887年，芝加哥、堪萨斯和内布拉斯加铁路公司修建了一条从赫灵顿经麦克弗森到达帕拉特的铁路。在1888年，这条铁路被延伸至自由城。随后又延伸至新墨西哥州的图库卡里以及德克萨斯州的艾尔帕索。于1891年被取消赎回权，并由芝加哥、岩島和太平洋鐵路公司接管。1980年，该公司破产，随后被重组为俄克拉荷马、堪萨斯和德克萨斯铁路，1988年又与密苏里太平洋铁路合并。最终于1997年与聯合太平洋鐵路公司合并。但大多数当地人仍然把这条铁路称为“岩岛”。
在1888年，该社区位于四条铁路的交界处，境内主要工业设施包括一个大型面粉厂、一个保险公司总部和一个炼油厂。

### 20世纪

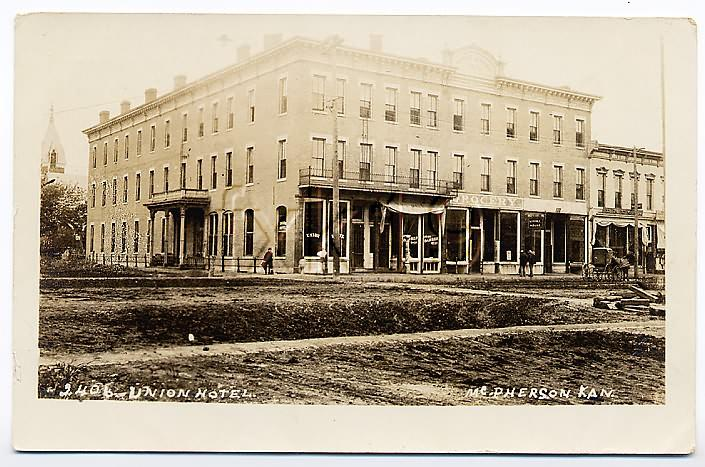
1907年麦克弗森联盟酒店的明信片

建立于1912年的国家古路（又称为大洋连接公路）途径温顿、康威以及麦克弗森。
在1930年代，当地的冶炼厂赞助了名为“麦克弗森环球炼油厂（英語：McPherson Globe Refiners）（隶属于业余体育联盟）的篮球队”。教练为威奇托大学（今卫奇塔州立大学）的前任主教练吉恩·约翰逊。此篮球队以中锋乔·福滕伯里以及威拉德·施密特的快攻型打法而得名，被誉为“世界上最高的球队”。MGR经常将其对手的得分保持在很低的水平，因为他们的中锋有能力在上篮过程中挡住对手的投篮，也就是今天所说的停球。1936年，MGR队击败好莱坞环球篮球队赢得了AAU全国冠军，这也是他们第一次获得夏季奥林匹克运动会篮球比赛的参赛资格。而后来组建的美国（篮球）队则由好莱坞环球队与MGR队的球员以及一名大学生组建而成，约翰逊则当选为助理教练。在结束了漫长的欧洲旅行之后，此球队在奥运会上以轮流的阵容进行比赛。在1936年8月14日举行的1936年夏季奥林匹克运动会的比赛中，炼油厂（MGR）队的部分球员以19:8的得分击败对手加拿大队，并获得奥运会金牌。现在炼油厂队的主场设立于东马林街121号的麦克弗森社区大楼。

## 地理
麦克弗森位于38°22′19″N 97°39′44″W / 38.37194°N 97.66222°W (38.371923, −97.662177).根据美国普查局的数据显示，该城市的总面积达到7.23平方英里（18.73平方），其中大陆面积达7.18平方英里（18.60平方），水陆面积达0.05平方英里（0.13平方）。
此城市被U.S. Route 56穿过，且位于135州际公路的西端。麦克弗森是小阿肯色河分水岭的一部分，最终流入威奇托的阿肯色河。干土耳其是一条湿润的溪流，它为湖滨公园的泻湖提供了水源，并在东欧几里得大街与堪萨斯大道下穿过，最终在那里形成沃尔公园湖泊。此外，它的存在增强了几个城市内湖的水量。
城市的南部与西部均为四个单位开发的麦克弗森山谷湿地，其分别由堪萨斯野生动物和公园部、无限量鸭子公司以及美國魚類及野生動物管理局购买并管理。在1880年之前，这里是一个重要的水禽以及野生动物栖息场所。对于候鸟而言，这里的重要性仅次于谢安底。

### 气候
该地区的气候特点是夏季炎热、潮湿，冬季一般温和、凉爽。按照柯本气候分类法系统，麦克弗森属于副热带湿润气候。

## 人口统计

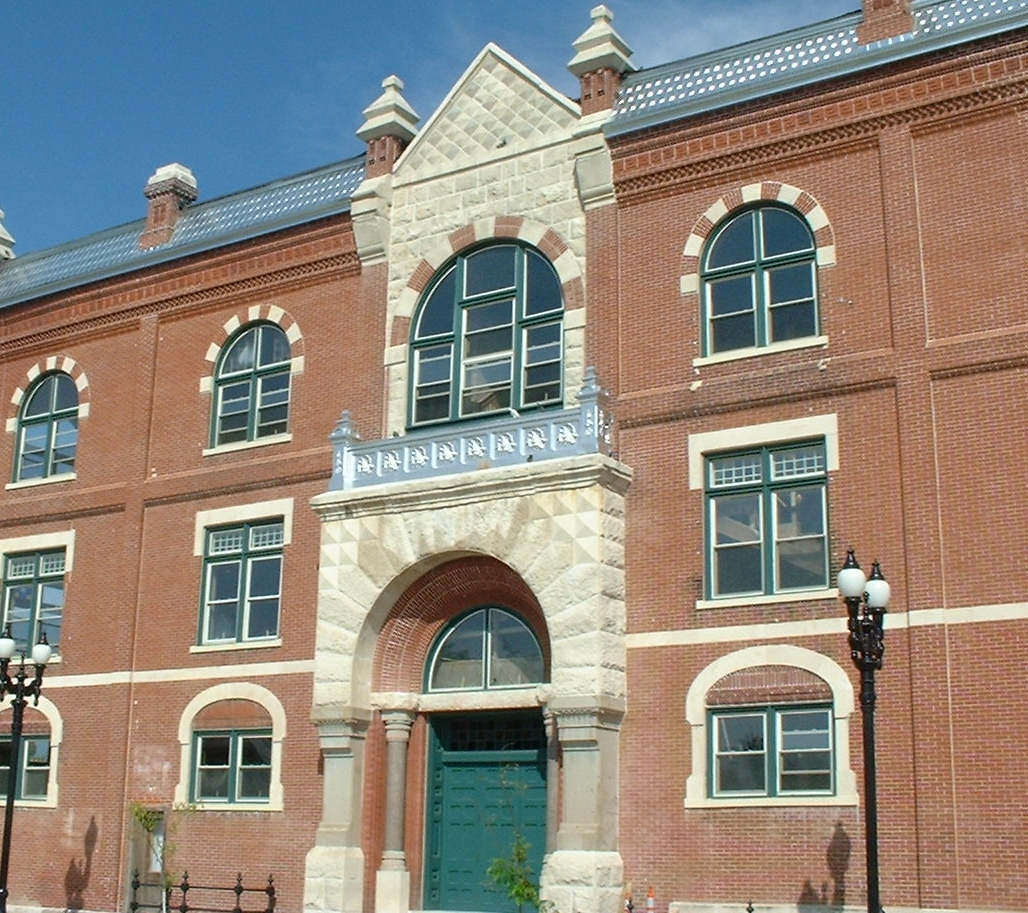
麦克弗森剧院（2004年）

| 调查年                          | 人口   | 备注 | %±    |
| ------------------------------- | ------ | ---- | ----- |
| 1880                            | 1,590  |      | —     |
| 1890                            | 3,172  |      | 99.5% |
| 1900                            | 2,996  |      | −5.5% |
| 1910                            | 3,546  |      | 18.4% |
| 1920                            | 4,595  |      | 29.6% |
| 1930                            | 6,147  |      | 33.8% |
| 1940                            | 7,194  |      | 17.0% |
| 1950                            | 8,689  |      | 20.8% |
| 1960                            | 9,996  |      | 15.0% |
| 1970                            | 10,851 |      | 8.6%  |
| 1980                            | 11,753 |      | 8.3%  |
| 1990                            | 12,422 |      | 5.7%  |
| 2000                            | 13,770 |      | 10.9% |
| 2010                            | 13,155 |      | −4.5% |
| 2020                            | 14,082 |      | 7.0%  |
| U.S. Decennial Census 2010-2020 |        |      |       |

### 2010年数据
根据2010年美國人口普查数据显示，截至2010年，共有13,155人、5,521户以及3,534个家庭居住于麦克弗森。人口密度为1,832.2名居民每平方英里（707.4名居民每平方），共有5,952个住房单位，住房密度为829.0每平方英里（320.1每平方）。种族构成包括93.2%白人、1.5%非裔美国人、0.4%美国原住民、0.8%亚裔美国人、0.1%太平洋島原住民、1.8%来自其他种族，以及2.2%来自两个或更多的种族，西班牙裔与拉丁裔占总人口数量的4.8%。
麦克弗森共有5,521户家庭。其中有29.8%的家庭有18岁以下的未成年人居住，52.5%的家庭由已婚夫妇同住，8.0%的家庭由单身女性居住，3.5%的家庭由单身男性居住，36.0%为非家庭，30.8%的家庭由个人组成，还有12.5%的家庭中有65岁以上的独居老人。平均住房人口规模为2.35，平均家庭人口规模为2.94。
该市的年龄中位数为38.5岁。24.4%的居民年龄在18岁以下；8.8%在18至24岁之间；23.7%在25至44岁之间；26.5%在45至64岁之间；16.5%在65岁或以上。该市的性别构成比例为49.4：50.6（男：女）。

### 2020年数据
根据2020年美國人口普查数据显示，共有13,770人，5,378户以及3,651个家庭居住于麦克弗森。人口密度为865.9/km2。共有5,658个住房单位，其住房密度为355.8/km2。种族构成包括95.11%白人、1.31%非裔美国人、0.36%美国原住民、0.41%亚裔美国人、0.09%太平洋岛原住民、1.21%来自其他种族，以及1.50%来自两个或更多的种族。西班牙裔与拉丁裔占总人口数量的2.92%。
麦克弗森共有5,378户家庭，其中32.6%的家庭有18岁以下的未成年人居住，57.7%的家庭由已婚夫妇同住，7.2%由单身女户主居住，32.1%为非家庭。27.8%的家庭由个人组成，还有11.7%的家庭由65岁以上的老人独居。平均住房人口规模为2.43，平均家庭人口规模为2.97。
在该市，人口分布广泛，25.6%的人年龄在18岁以下，11.6%在18至24岁之间，26.4%在25至44岁之间，20.8%在45至64岁之间，15.7%在65岁或以上。年龄中位数为36岁。每100名女性中，有94.3名男性。每100名18岁及以上的女性中，有91.6名男性。
该城市住房年收入中位数为$40,469，家庭年收入中位数为$48,882。男性年收入中位数为$33,831，女性年收入中位数为$20,633。该市的人均收入为$19,716，大约有5.1%的家庭以及7.9%的人口处于貧窮門檻之下，其中包括4.8%的18岁以下的未成年人以及9.4%的65岁以上的老人。

## 教育

### 高等教育
麦克弗森学院以及堪萨斯中央基督教学院均位于麦克弗森。

### 初级与中等教育
麦克弗森由麦克弗森418联合学区提供学位（教育服务）。418联合学区包括一所幼儿早育中心，四所小学（艾森豪威尔、林肯、罗斯福、华盛顿），以及麦克弗森中学和麦克弗森高中。除此之外，圣约瑟天主教堂学校亦提供直至六年级的私立学校学位。

## 交通运输
麦克弗森被于1912年建立的国家古路（又称“大洋连接公路”）穿过。
蜂线快车（灰狗巴士的分包商）每天都会提供其前往威奇托以及萨利纳的公共巴士服务。

## 著名人物
- 安娜·拉尔金（英语：Anna Larkin），民间雕塑家，长期居住于麦克弗森直至去世[25]。
- 乔治·马格尔库斯（英语：George Magerkurth），美国职业棒球大联盟裁判员，出生于麦克弗森。
- 布拉德·安德伍德（英语：Brad Underwood），伊利诺伊大学厄巴纳-香槟分校校篮球队教练，为麦克弗森人。
- 苏·瑞尼（英语：Sue Raney），爵士乐歌手。

## 媒体

### 报纸
麦克弗森有一份名为麦克弗森哨兵的日报，以及一份名为麦克弗森周报的周报。

### 无线电台
以下为麦克弗森境内获得许可的電台廣播：
AM
| 頻率 | 无线电台呼号 | 类型     | 备注 |
| ---- | ------------ | -------- | ---- |
| 1540 | KNGL         | 谈话广播 |      |

FM
| 频率  | 无线电台呼号 | 类型           | 备注       |
| ----- | ------------ | -------------- | ---------- |
| 88.7  | K204CR       | 基督教无线电台 | 位于威奇托 |
| 96.7  | KBBE         | 怀旧电台       |            |
| 107.7 | K299AR       | 当代基督教音乐 | 位于赫灵顿 |

## 延伸阅读
- McPherson, Kansas: Past and Present, Progress and Prosperity; Freeman Publishing Co.
- McPherson at Fifty - A Kansas Community in 1920s; Raymond L. Flory; McPherson College; 1970.
- Diamond Jubilee McPherson, 1872-1947: Pioneer Days in McPherson; Jessie Hill Rowland; 1947.
- A History of the Church of the Brethren in Kansas (includes McPherson College history); Elmer LeRoy Craik; McPherson Daily; Republican Press; 397 pages; 1922.
- Major General James B. McPherson Monument Unveiling; Alex S. Hendry; 1917.
- Our Railroad; McPherson Independent; September 25, 1879.